# كلية القانون في جامعة ميشيغان
كلية القانون في جامعة ميشيغان (بالإنجليزية: University of Michigan Law School)‏ هي كلية قانون، تأسست في 1859، في الولايات المتحدة.